# Condado de Newberry
O Condado de Newberry é um dos 46 condados do Estado americano da Carolina do Sul. A sede do condado é Newberry, e sua maior cidade é Newberry. O condado possui uma área de 1 676 km² (dos quais 43 km² estão cobertos por água), uma população de 36 108 habitantes, e uma densidade populacional de 22 hab/km² (segundo o censo nacional de 2000). O condado foi fundado em 1785.